# Anthurium pseudospectabile
Anthurium pseudospectabile är en kallaväxtart som beskrevs av Thomas Bernard Croat. Anthurium pseudospectabile ingår i släktet Anthurium och familjen kallaväxter. Inga underarter finns listade.